# فايتنغ نيردز
فايتيغ نيردز (بالإنجليزية: Fighting Nerds) (المعروف سابقًا باسم نادي كومبات ساو باولو) هو فريق وصالة ألعاب رياضية للفنون القتالية المختلطة، يقع مقره الرئيسي في ساو باولو، البرازيل. يشتهر مقاتلوه ومساعدوه بنظاراتهم المميزة، والتي عادةً ما تُلصق معًا في المنتصف.

## مقاتلين بارزين
- كايو بورالهو[1]
- كارلوس براتيس[1]
- جين سيلفا[1]
- موريسيو روفي[1]
- تياغو مويسيس[1]
- ميشال أوليكسيجوك[2]

## الجوائز
جوائز فنون القتال المختلطة العالمية
- أفضل صالة رياضية في 2024[3]

إم إم إيه جونكي
- أفضل صالة رياضية في 2024[4]